# Tessy (Calvados)
Pour les articles homonymes, voir Tessy.
Tessy est une ancienne commune française du département du Calvados. En 1856, la commune est supprimée, et rattachée à celle de Mandeville.

## Toponymie
Le nom de la localité est mentionné sous les formes Tassie en 1155 ; Taisseium en 1180 ; Tesseium en 1277 ; Taysseium en 1277 ; Tessy en Bessin en 1682,.

## Histoire
La commune est réunie à Mandeville en 1856.

## Démographie
| 1793 | 1800 | 1806 | 1821 |
| ---- | ---- | ---- | ---- |
| 268  | 222  | 229  | 178  |

| 1831 | 1836 | 1841 | 1846 |
| ---- | ---- | ---- | ---- |
| 169  | 215  | 211  | 164  |

## Référence
1. 1 2 3  Célestin Hippeau, Dictionnaire topographique du département du Calvados, Paris, 1883 (lire en ligne), p. 275.
2. ↑  Magni rotuli, p. 13.
3. ↑  Cartulaire normand n° 902, p. 216.
4. ↑  Cartulaire normand n° 902, p. 215.
5. ↑  Cartulaire de Jolliot.
6. ↑  Des villages de Cassini aux communes d'aujourd'hui, « Notice communale : Tessy », sur ehess.fr, École des hautes études en sciences sociales (consulté le 13 septembre 2011).